# François Corteggiani

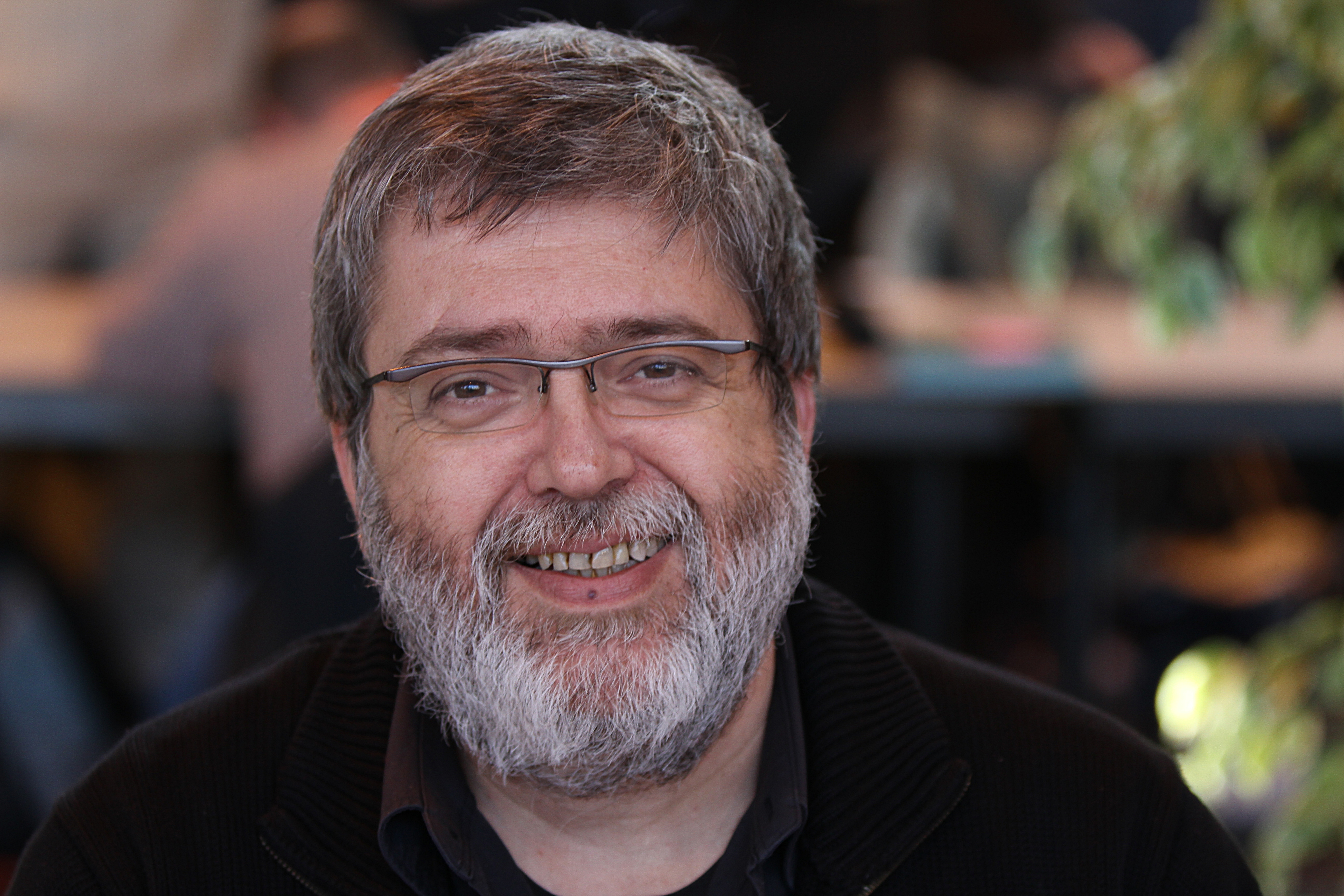
François Corteggiani (2010)

François Corteggiani (* 21. September 1953 in Nizza; † 21. September 2022 in Carpentras) war ein französischer Comicautor und -zeichner.

## Leben und Werk
Als 20-Jähriger ging Corteggiani 1973 nach Paris. Bevor er sich 1974 beruflich dem Medium Comic zuwandte, arbeitete er nach seinem Abitur als Werbezeichner. Anfänglich bei Spirou, wechselte er später zum Magazin Pif Gadget. Ursprünglich als Zeichner tätig, schrieb er später Szenarios für andere Zeichner. 1979 begann er eine Zusammenarbeit mit Pierre Tranchand, aus der Chafouin et Baluchon, Bastos und Zakusky (Bastos et Zakousky), Mandarine (Marine) und Smith & Wesson (Smith et Weston) entstanden. Nach dem Tod von Jean-Michel Charlier übernahm Corteggiani im Jahr 1990 die Reihe Die Jugend von Blueberry (La Jeunesse de Blueberry) als Texter. Er zog um nach Carpentras, da das Internet die Kooperation distanzenüberwindend ermöglichte. 2004 wurde er Chefredakteur (editor-in-chief) des wiederaufgelegten Magazins Pif Gadget.
Darüber hinaus wirkte Corteggiani unter anderem an den Serien Sundance (Zeichnungen: Michel Suro), Thunderhawks (Zeichnungen: Colin Wilson) und Tatjana K. (fr. Tatiana K., Zeichnungen: Félix Meynet/Emanuele Barison) mit.
Einige Male arbeitete Corteggiani mit dem Zeichner Giorgio Cavazzano zusammen. Gemeinsam entstanden eine Reihe von Geschichten mit Pif, dem Hund und mit Disney-Figuren, aber auch Serien wie Thimotée Titan, Peter O’Pencil (im Original: Silas Finn) und Captain Rogers.
Corteggiani starb im September 2022 an seinem 69. Geburtstag.